# Cộng hòa Kraków
Thành phố Kraków với lãnh thổ của nó Tự do, Độc lập, và hoàn toàn Trung lập (tiếng Ba Lan: Wolne, Niepodległe i Ściśle Neutralne Miasto Kraków z Okręgiem), thường được gọi là Cộng hòa Kraków (tiếng Ba Lan: Rzeczpospolita Krakowska, tiếng Đức: Republik Krakau) hay là thành phố tự do của Kraków, là một thành quốc cộng hòa tạo ra bởi Đại hội Viên vào năm 1815, trong đó bao gồm thành phố Kraków và các khu vực xung quanh. Nó được kiểm soát bởi ba nước láng giềng của mình (Nga, Phổ và Áo). Đó là một trung tâm vận động cho một nước Ba Lan độc lập. Năm 1846, do hậu quả của việc nổi dậy Kraków không thành công, nó được sáp nhập vào đế quốc Áo. Nó là một phần sót lại của công quốc Warsaw, được phân chia giữa ba quốc gia vào năm 1815. Nó là một thành bang mà đa số nói tiếng Ba Lan; 85% dân số của nó là người Công giáo, 14% là người Do Thái trong khi các tôn giáo khác tổng cộng ít hơn 1%. Riêng thành phố Kraków có dân Do Thái đạt đến gần 40%, phần còn lại là gần như chỉ là người Công giáo nói tiếng Ba Lan.